# Maxdorf
Maxdorf este o comună din landul Renania-Palatinat, Germania.